# Cap Corse

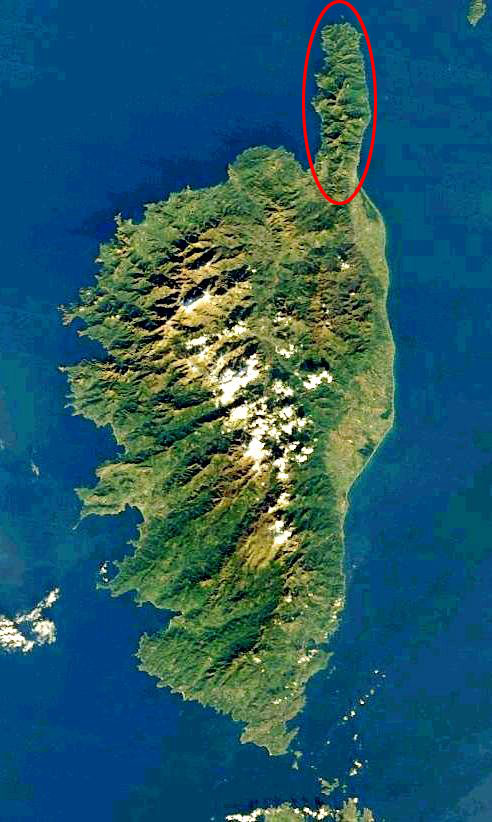

Cap Corse, kors. Capicorsu - półwysep i przylądek w północnej części Korsyki, w departamencie Górna Korsyka, w okręgu Bastia. 18 gmin na przylądku należy do związku gmin Communauté de communes du Cap Corse.

## Gminy
1. Barrettali
2. Brando
3. Cagnano
4. Canari
5. Centuri
6. Ersa
7. Luri
8. Meria
9. Morsiglia
10. Nonza
11. Ogliastro
12. Olcani
13. Olmeta-di-Capocorso
14. Pietracorbara
15. Pino
16. Rogliano
17. Sisco
18. Tomino